# Jessica Penne
Jessica Penne (Newport Beach, 30 de janeiro de 1983) é uma lutadora americana-italiana de artes marciais mistas. Ela foi a primeira Campeã Peso Átomo do Invicta FC, e competiu The Ultimate Fighter: A Champion Will Be Crowned.
Ela atualmente é a 10ª colocada do ranking peso-por-peso feminino mundial pelo site MMARising.com e Fight Matrix. Ela está em 14º no ranking dos palhas feminino no UFC.

## Carreira no MMA

### Bellator
Em Maio de 2009, Penne se tornou a primeira mulher a competir e vencer uma luta na organização do Bellator MMA quando lutou no Bellator 5 contra Tammie Schneider em uma luta em um peso casado de 117-pound. Ela venceu a luta por nocaute técnico no primeiro round.
Em Agosto de 2010, Penne enfrentou a futura Campeã Peso Palha Feminino do Bellator Zoila Gurgel nas quartas de final do Torneio de Moscas Feminino (115 lbs) no Bellator 25. Gurgel venceu a luta por decisão unânime.

### Shoot boxing
Em Setembro de 2011, Penne lutar com a duas vezes Campeã do Girls S-Cup Rena Kubota em uma luta de no Japão. O Shoot boxing permite chutes, socos, joelhadas, derrubadas, e finalizações em pé (estrangulamentos, chaves de braço e de pulso). Penne foi adicionada ao card do Shoot Boxing 2011: Act 4 contra Rena Kubota uma semana antes do evento. Penne derrotou a grande favorita Kubota em uma grande zebra. A luta foi dada como empate nos três primeiros rounds com pontuações de 29-29, 29-29, e 30-29 (Penne). A luta então foi ao round de extensão, que os juízes marcaram um empate dividido de 10-9 (Kubota), 10-9 (Penne), e 10-10. O quinto e último round foi à decisão também e Penne foi premiada com a decisão majoritária, 10-9, 10-9, e 9-9.

### Invicta FC
Em Fevereiro de 2012, foi anunciado que Penne havia assinado com a maior promoção feminina, Invicta Fighting Championships.
Em 28 de Abril de 2012, Penne fez sua estréia no Invicta no evento inaugural Invicta FC 1, contra Lisa Ellis no co-evento principal. Ela venceu a luta por nocaute técnico no terceiro round.
Penne competiu novamente no Invicta em 6 de Outubro de 2012, dessa vez na luta principal do Invicta FC 3 contra a 1ª do ranking dos átomos no mundo e Campeã 105-pound do Jewels, Naho Sugiyama. A luta marcou a primeira luta pelo título na história do Invicta, em qualquer categoria de peso. Penne se tornou a primeira Campeã Peso Átomo do Invicta quando derrotou Sugiyama no segundo round por triângulo.
A primeira defesa de título de Penne foi na luta principal do Invicta FC 5 quando ela enfrentou Michelle Waterson em 5 de Abril de 2013. Penne perdeu a luta e o título por finalização com uma chave de braço no quarto round.
Penne enfrentou Nicdali Rivera-Calanoc no Invicta FC 6 em 13 de Julho de 2013. Ela derrotou Rivera-Calanoc por finalização com um mata leão no primeiro round. Penne recebeu o prêmio de "Finalização da Noite" pela vitória.

### The Ultimate Fighter
Em 3 de Julho de 2014, foi anunciado que Penne foi uma das 16 escolhidas para participar do The Ultimate Fighter: A Champion Will Be Crowned, que coroará a primeira Campeã Peso Palha Feminino do UFC.
Penne foi a quinta escolha do técnico Anthony Pettis. Ela enfrentou Lisa Ellis no round preliminar do torneio e venceu por finalização no primeiro round.
Penne enfrentou Aisling Daly nas quartas de final do reality show. Após um primeiro round favorável para Daly, Jessica conseguiu derrubar a irlandesa e terminar o segundo round por cima no ground and pound. Com a luta empatada, houve a necessidade de um terceiro e decisivo round que foi completamente dominado por Penne, originando a vitória por decisão unânime.
Penne enfrentou Carla Esparza nas semifinais e foi derrotada por decisão unânime após três rounds.

### Ultimate Fighting Championship
Penne fez sua estreia na organização contra a canadense Randa Markos no The Ultimate Fighter 20 Finale em 13 de dezembro de 2014. Ela venceu a luta por decisão dividida. A performance de ambas lutadoras lhes rendeu o prêmio de Luta da Noite.
Penne era esperada para enfrentar a brasileira Juliana Lima em 30 de Maio de 2015 no UFC Fight Night: Condit vs. Alves. No entanto, com a lesão de Alexander Gustafsson que faria o evento principal do UFC Fight Night 69, Penne foi movida para fazer a luta principal contra a campeã Joanna Jędrzejczyk em 20 de Junho pelo Cinturão Peso Palha Feminino do UFC. Penne foi derrotada por nocaute técnico no terceiro round após tomar uma surra nos rounds anteriores. A performance de ambas lutadoras lhes rendeu o prêmio de Luta da Noite.
Em 4 de junho de 2016, no UFC 199, Penne foi derrotada por Jéssica Andrade, a qual era estreante no Peso-palha.
Penne enfrentou Danielle Taylor em 22 de abril de 2017 no UFC Fight Night: Swanson vs. Lobov. Ela perdeu por decisão unânime.

## Títulos

### MMA
- Ultimate Fighting Championship
  - Luta da Noite (duas vezes)
- Invicta Fighting Championships
  - Campeã Peso Palha Feminino do Invicta FC (Uma vez)
  - Finalização da Noite (Uma vez)
- Women's MMA Awards
  - Luta no Ano de 2013 (vs. Michelle Waterson)

## Cartel no MMA
| Cartel no MMA   |             |            |
| 18 lutas        | 13 vitórias | 5 derrotas |
| Por nocaute     | 2           | 2          |
| Por finalização | 7           | 1          |
| Por decisão     | 4           | 2          |

| Res.    | Cartel | Oponente               | Método                             | Evento                                 | Data       | Round | Tempo | Local                     | Notas                                                    |
| ------- | ------ | ---------------------- | ---------------------------------- | -------------------------------------- | ---------- | ----- | ----- | ------------------------- | -------------------------------------------------------- |
| Vitória | 14-5   | Karolina Kowalkiewicz  | Finalização (chave de braço)       | UFC 265: Lewis vs. Gane                | 07/08/2021 | 1     | 4:32  | Houston, Texas            | Performance da Noite.                                    |
| Vitória | 13-5   | Loopy Godínez          | Decisão (dividida)                 | UFC on ESPN: Whittaker vs. Gastelum    | 17/04/2021 | 3     | 5:00  | Las Vegas, Nevada         |                                                          |
| Derrota | 12-5   | Danielle Taylor        | Decisão (unânime)                  | UFC Fight Night: Swanson vs. Lobov     | 22/04/2017 | 3     | 5:00  | Nashville, Tennessee      |                                                          |
| Derrota | 12-4   | Jéssica Andrade        | Nocaute Técnico (socos)            | UFC 199: Rockhold vs. Bisping II       | 04/06/2016 | 2     | 2:56  | Inglewood, California     |                                                          |
| Derrota | 12-3   | Joanna Jędrzejczyk     | Nocaute Técnico (socos e joelhada) | UFC Fight Night: Jędrzejczyk vs. Penne | 20/06/2015 | 3     | 4:22  | Berlim                    | Pelo Cinturão Peso Palha Feminino do UFC; Luta da Noite. |
| Vitória | 12-2   | Randa Markos           | Decisão (dividida)                 | The Ultimate Fighter 20 Finale         | 13/12/2014 | 3     | 5:00  | Las Vegas, Nevada         | Luta da Noite.                                           |
| Vitória | 11–2   | Nicdali Rivera-Calanoc | Finalização (mata leão)            | Invicta FC 6: Coenen vs. Cyborg        | 13/07/2013 | 1     | 4:57  | Kansas City, Missouri     | Finalização da Noite.                                    |
| Derrota | 10–2   | Michelle Waterson      | Finalização (chave de braço)       | Invicta FC 5: Penne vs. Waterson       | 05/04/2013 | 4     | 2:31  | Kansas City, Missouri     | Perdeu o Cinturão Peso Átomo do Invicta FC.              |
| Vitória | 10–1   | Naho Sugiyama          | Finalização (triângulo)            | Invicta FC 3: Penne vs. Sugiyama       | 06/10/2012 | 2     | 2:20  | Kansas City, Kansas       | Ganhou o Cinturão Inaugural Peso Átomo do Invicta FC.    |
| Vitória | 9–1    | Lisa Ellis             | Nocaute Técnico (socos)            | Invicta FC 1: Coenen vs. Ruyssen       | 28/04/2012 | 3     | 2:48  | Kansas City, Kansas       |                                                          |
| Vitória | 8–1    | Amy Davis              | Finalização (mata leão)            | The Cage Inc.: Battle at the Border 7  | 19/11/2010 | 1     | 4:17  | Hankinson, North Dakota   | Estréia nos Átomos.                                      |
| Derrota | 7–1    | Zoila Frausto Gurgel   | Decisão (unânime)                  | Bellator 25                            | 19/08/2010 | 3     | 5:00  | Chicago, Illinois         |                                                          |
| Vitória | 7–0    | Angela Magana          | Finalização (mata leão)            | Action Fight League: Rock-N-Rumble     | 25/09/2009 | 2     | 4:10  | Hollywood, Florida        |                                                          |
| Vitória | 6–0    | Tammie Schneider       | Nocaute tTécnico (socos)           | Bellator 5                             | 01/05/2009 | 1     | 1:35  | Dayton, Ohio              |                                                          |
| Vitória | 5–0    | Alicia Gumm            | Decisão (unânime)                  | RMBB: Caged Vengeance                  | 08/11/2008 | 2     | 5:00  | Sheridan, Colorado        |                                                          |
| Vitória | 4–0    | Heather Basquil        | Decisão (unânime)                  | Fist Series: WinterFist 2008           | 20/02/2008 | 3     | 3:00  | Orange County, California |                                                          |
| Vitória | 3–0    | Sumie Sakai            | Finalização (chave de braço)       | FFF 2: Girls Night Out                 | 14/07/2007 | 3     | 0:33  | Compton, California       |                                                          |
| Vitória | 2–0    | Brandy Nerney          | Finalização (mata leão)            | FFF 1: Asian Invasion                  | 17/02/2007 | 1     | 1:20  | Los Angeles, California   |                                                          |
| Vitória | 1–0    | Sally Krumdiack        | Finalização (triângulo de braço)   | HOOKnSHOOT: The Women Return           | 18/11/2006 | 1     | 4:20  | Evansville, Indiana       |                                                          |

## Cartel no TUF
| Res.    | Cartel | Oponente      | Método                  | Evento                  | Data                  | Round | Tempo | Local             | Notas            |
| ------- | ------ | ------------- | ----------------------- | ----------------------- | --------------------- | ----- | ----- | ----------------- | ---------------- |
| Derrota | 2–1    | Carla Esparza | Decisão (unânime)       | The Ultimate Fighter 20 | 12/12/2014 (exibição) | 3     | 5:00  | Las Vegas, Nevada | Semifinal        |
| Vitória | 2–0    | Aisling Daly  | Decisão (unânime)       | The Ultimate Fighter 20 | 26/11/2014 (exibição) | 3     | 5:00  | Las Vegas, Nevada | Quartas de Final |
| Vitória | 1–0    | Lisa Ellis    | Finalização (mata-leão) | The Ultimate Fighter 20 | 24/09/2014 (exibição) | 1     | 3:46  | Las Vegas, Nevada | Luta Preliminar  |